# مجزرة عائة زيد الصوص
مَجْزَرَةُ عَائِلَةِ زَيْدِ الصُّوصِ وَقَعَتْ فِي السَّاعَةِ الثَّانِيَةِ فَجْرَ يَوْمِ الْجُمْعَةِ 31 أَيَّار/مَايُو 2024، فِي مَنْزِلِ الْعَائِلَةِ الْواقِعِ فِي مَنْطِقَةِ بْلُوك 9 فِي مُخَيَّمِ الْبَرِيجِ بِمُحَافَظَةِ دِيرِ الْبَلَحِ. نَفَّذَ الْغَارَةَ سِلاحُ الْجَوِّ التَّابِعُ لِلجَيْشِ الاسرائيلي ، مُسْتَهْدِفًا الْمَنْزِلَ خِلَالَ الْهَجَمَاتِ الْمُسْتَمِرَّةِ عَلَى قِطَاعِ غَزَّةَ، إذ كَانَتْ هَذِهِ الحادثة وَاحِدَةً مِنْ عِدَّةِ اعْتِدَاءَاتٍ فِي الْيَوْمِ الـ 238 مِنَ الْعَدْوَانِ. أَسْفَرَتِ الْغَارَةُ عَنْ اسْتِشْهَادِ السَّيِّدِ زَيْدِ الصُّوصِ وَزَوْجَتِهِ وَأَبْنَائِهِ وَبَنَاتِهِ وَحَفِيدَيْهِ، مِمَّا أَدَّى إِلَى تَدْمِيرِ الْمَنْزِلِ بِالْكَمَالِ وَفَقْدِ 8 أَرْوَاحٍ، بَيْنَهَا طِفْلَانِ. هَذِهِ الْمَجْزَرَةُ تَعَكِّسُ الْمُعَانَاةَ الْمَأْسَوِيَّةَ الَّتِي يَعِيشُهَا الْفِلَسْطِينِيُّونَ فِي ظِلِّ النِّزَاعِ الْمُسْتَمِرِّ
حدثت هذه الواقعة  عندما أَغَارَتِ الطَّائِرَاتُ الحَرْبِيَّةُ الإِسْرَائِيلِيَّةُ عَلَى مَنْزِلِ عَائِلَةِ زَيْدِ الصُّوصِ، الْواقِعِ فِي مُحَافَظَةِ دِيرِ الْبَلَحِ. تحوّل المنزل الى حطام في لحظات وأودت الغارة بحياة 8 أفراد من العائلة.

## خلفية الحدث
خَلْفِيَةُ مَجْزَرَةِ عَائِلَةِ زَيْدِ الصُّوصِ تَعُودُ إِلَى سِيَاقٍ طَوِيلٍ وَمُعَقَّدٍ مِنَ الصِّرَاعِ الْفِلَسْطِينِيِّ الإِسْرَائِيلِيِّ، الَّذِي شَهِدَ تَصَاعُدًا مَلْحُوظًا فِي التَّوَتُّرَاتِ وَالْمُوَاجَهَاتِ فِي السَّنَوَاتِ الأَخِيرَةِ. مُنْذُ عَامِ 2023، اِنْدَلَعَتْ حَرْبٌ شَامِلَةٌ بَعْدَ سِلْسِلَةٍ مِنَ الْأَحْدَاثِ الْمُتَصَاعِدَةِ، بِمَا فِي ذَلِكَ التَّوَتُّرَاتِ فِي الْقُدْسِ، وَعَمَلِيَّاتِ الإِخْلَاءِ فِي الْأَحْيَاءِ الْفِلَسْطِينِيَّةِ، وَالْهَجَمَاتِ الْمُتَبَادَلَةِ بَيْنَ الْفِصَائلِ الْفِلَسْطِينِيَّةِ وَالْقُوَّاتِ الإِسْرَائِيلِيَّةِ.
يُعَدُّ مُخَيَّمُ الْبَرِيجِ، الواقع فِي مُحَافَظَةِ دِيرِ الْبَلَحِ بِقِطَاعِ غَزَّةَ، مِنَ الْمِنَاطِقِ ذَاتِ الْكَثَافَةِ السُّكَّانِيَّةِ الْعَالِيَةِ، إذ يَعِيشُ الْعَدِيدُ مِنَ الْفِلَسْطِينِيِّينَ فِي ظُرُوفٍ صَعْبَةٍ. التَّوَتُّرَاتُ الْأَمْنِيَّةُ وَالِاقْتِصَادِيَّةُ جَعَلَتِ الْحَيَاةَ الْيَوْمِيَّةَ تَحْمِلُ طَابَعًا مِنَ الْقَلَقِ وَالْخَوْفِ. فِي هَذِهِ الْبِيئَةِ الْمُضْطَرِبَةِ، كَانَتْ عَائِلَةُ زَيْدِ الصُّوصِ تَعِيشُ مِثْلَ الْكَثِيرِ مِنَ الْعَائِلاتِ الْأُخْرَى.
فِي هَذَا الإِطَارِ، جَاءَتِ الْغَارَةُ الْجَوِّيَّةُ الَّتِي اسْتَهْدَفَتْ مَنْزِلَ الْعَائِلَةِ. طَائِرَاتُ سِلَاحِ الْجَوِّ الإِسْرَائِيلِيِّ كَانَتْ قَدْ كَثَّفَتْ مِنْ عَمَلِيَّاتِهَا، مُسْتَهْدِفَةً مَا اعتُبِرَتْهُ مَوَاقِعَ تَهْدِيدٍ. مَعَ تَصَاعُدِ الْهَجَمَاتِ، تَمَّ اسْتِهْدَافُ الْمَنَازِلِ السُّكَّانِيَّةِ، مِمَّا أَدَّى إِلَى وَقُوعِ مَجَازِرَ بِحَقِّ الْمَدَنِيِّينَ، مِثْلَ مَا حَدَثَ مَعَ عَائِلَةِ زَيْدِ الصُّوصِ.

## أَسْمَاءُ الضحايا:[3]
- الشَّهِيدُ زَيْدُ الصُّوصِ (الأب)
- الشَّهِيدَةُ غَادَةُ الصُّوصِ (زَوْجَةُ زَيْدِ الصُّوصِ)
- الشَّهِيدُ مَحْمُودُ زَيْدِ الصُّوصِ
- الشَّهِيدَةُ هبةُ زَيْدِ الصُّوصِ
- الشَّهِيدَةُ خلودُ زَيْدِ الصُّوصِ
- الشَّهِيدُ زَهْدِيُ زَيْدِ الصُّوصِ
- وَطِفْلَيْهِ:
  - الشَّهِيدُ الطِّفْلُ حَمْزَةُ زَهْدِيِ الصُّوصِ
  - الشَّهِيدُ الطِّفْلُ زَيْدُ زَهْدِيِ الصُّوصِ